# 仙女座
仙女座，88個現代星座之一，也是2世紀希臘羅馬天文學家托勒密列出的48個星座之一，位於天球赤道以北。在希臘神話中，仙女座象征被拴在岩石上待海怪刻托吞噬的女神安朵美達。仙女座在北半球秋季夜晚最易觀賞，同時出現的還有象征珀耳修斯神話中其他神祇的星座。由於其赤緯偏北，仙女座只有在南緯40度線以北的地區能夠看到，在40度以南的地區則會位於地平線之下。仙女座是天球上最大的星座之一，面積為722平方度，即是滿月大小的1400倍，最大星座長蛇座面積的55%，亦是最小星座南十字座面積的十倍以上。
仙女座中的最亮恆星壁宿二（仙女座α）是一對聯星，曾經同時歸為飛馬座的一部分，星座連線時也會連在一起。天大將軍一（仙女座γ）也是一對聯星，色彩鮮艷，是受業餘天文學家青睞的觀測對象。奎宿九（仙女座β）比壁宿二少暗一些，屬於紅巨星，用肉眼能看到它呈紅色。肉眼可見的仙女座星系（梅西爾31）是仙女座內最明顯的深空天體。它是距離銀河系最近的螺旋星系，也是亮度最高的梅西爾天體之一。一些較暗的星系，包括M31的伴星系M110和M32、可用望遠鏡觀測的藍雪球星雲以及更遙遠的NGC 891，都在仙女座的範圍以內。
在中國天文學中，組成仙女座的各個恆星分別屬於四個不同的星宿；印度神話中也有對應於仙女座的星座。仙女座流星雨是每年11月發生、量度較低的流星雨，其輻射點位於仙女座之內。

## 歷史與神話

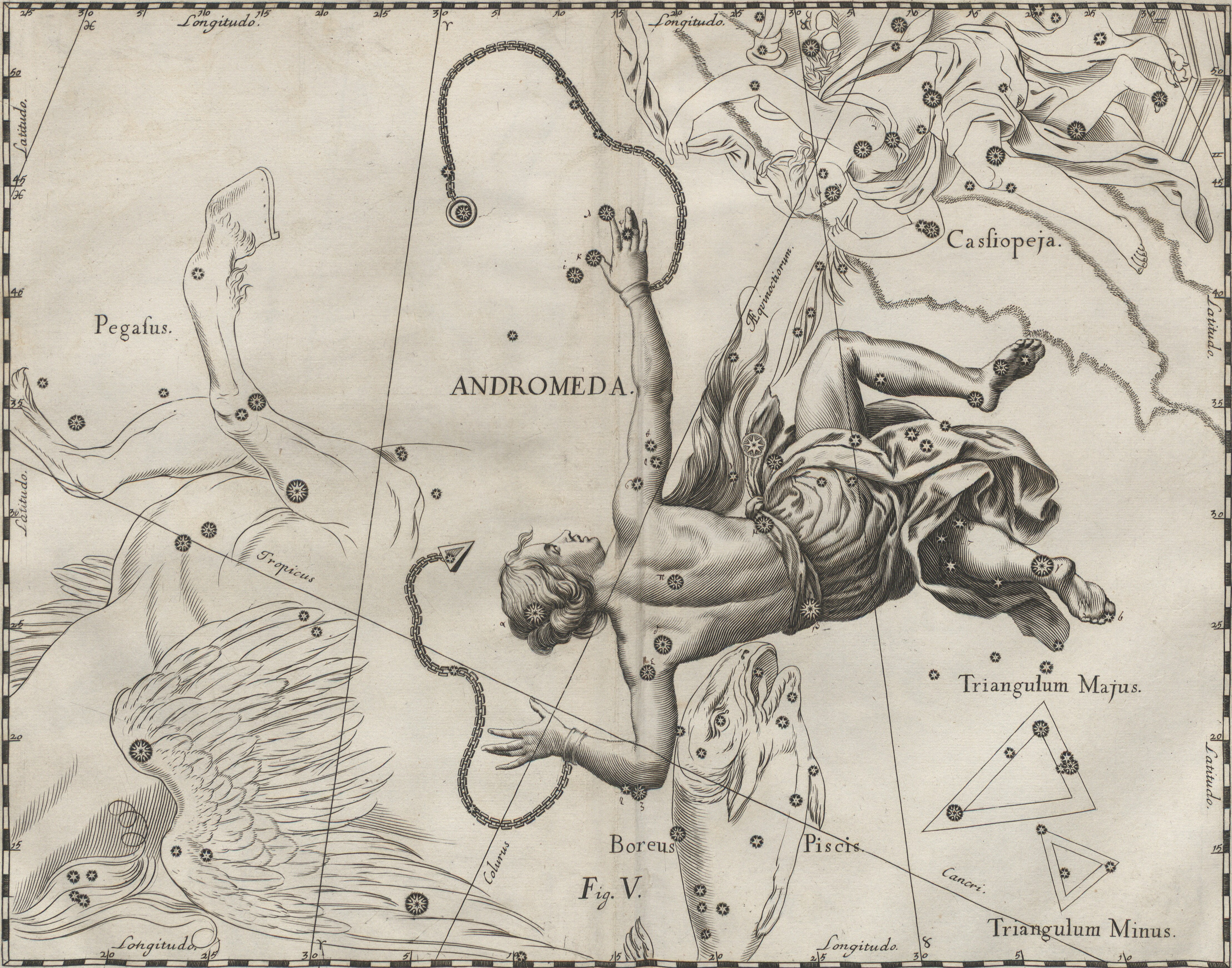
約翰·赫維留所描繪的仙女座，出自其編制的《天圖冊》（Uranographia）1690年版。當時的星圖均以天球以外向內的視角繪製，因此與今天的星圖鏡像相反。

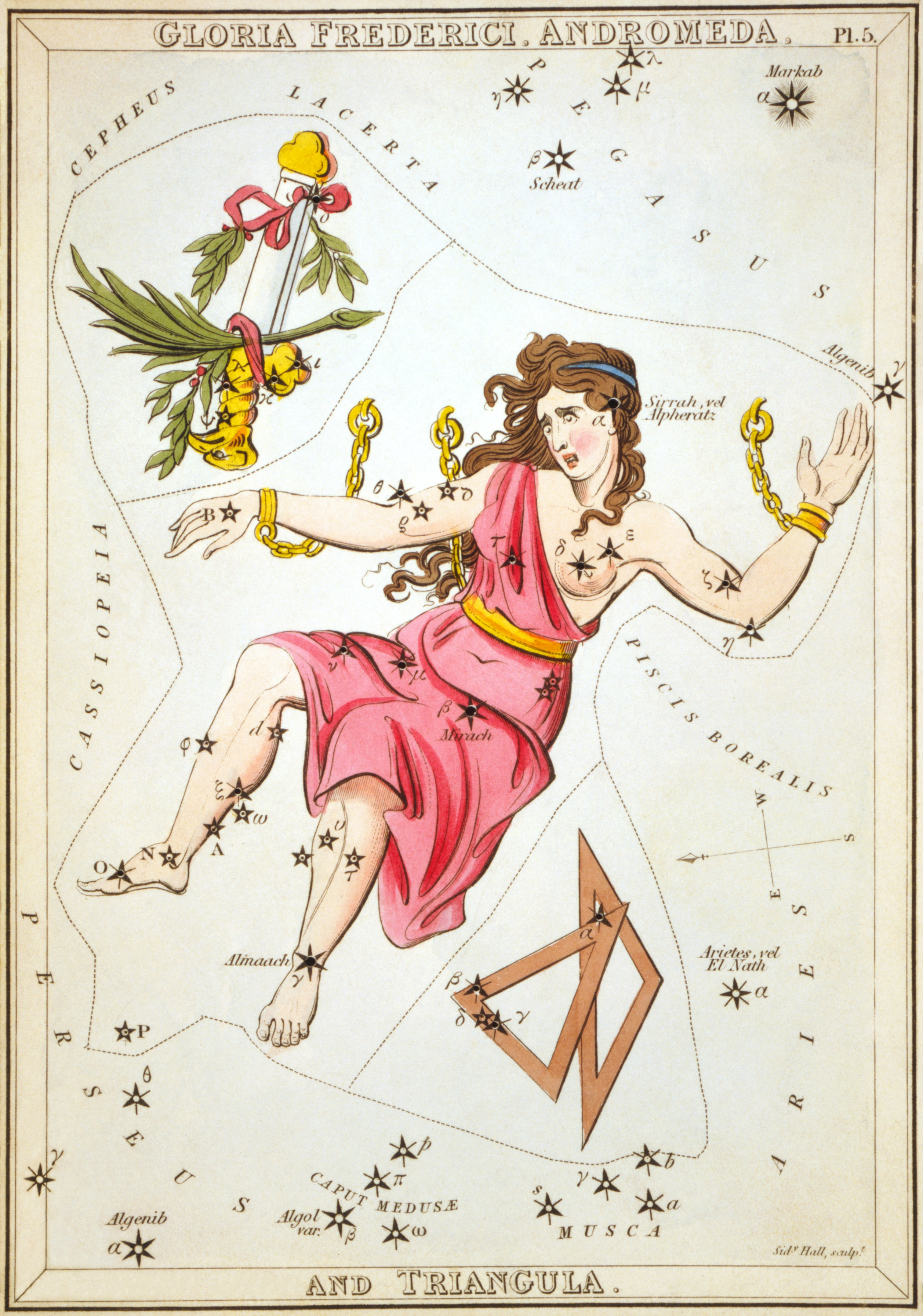
1825年前後在倫敦出版的一套星座卡《烏拉尼亞之鏡》（Urania's Mirror）以天球以內向外的視角所描繪的仙女座

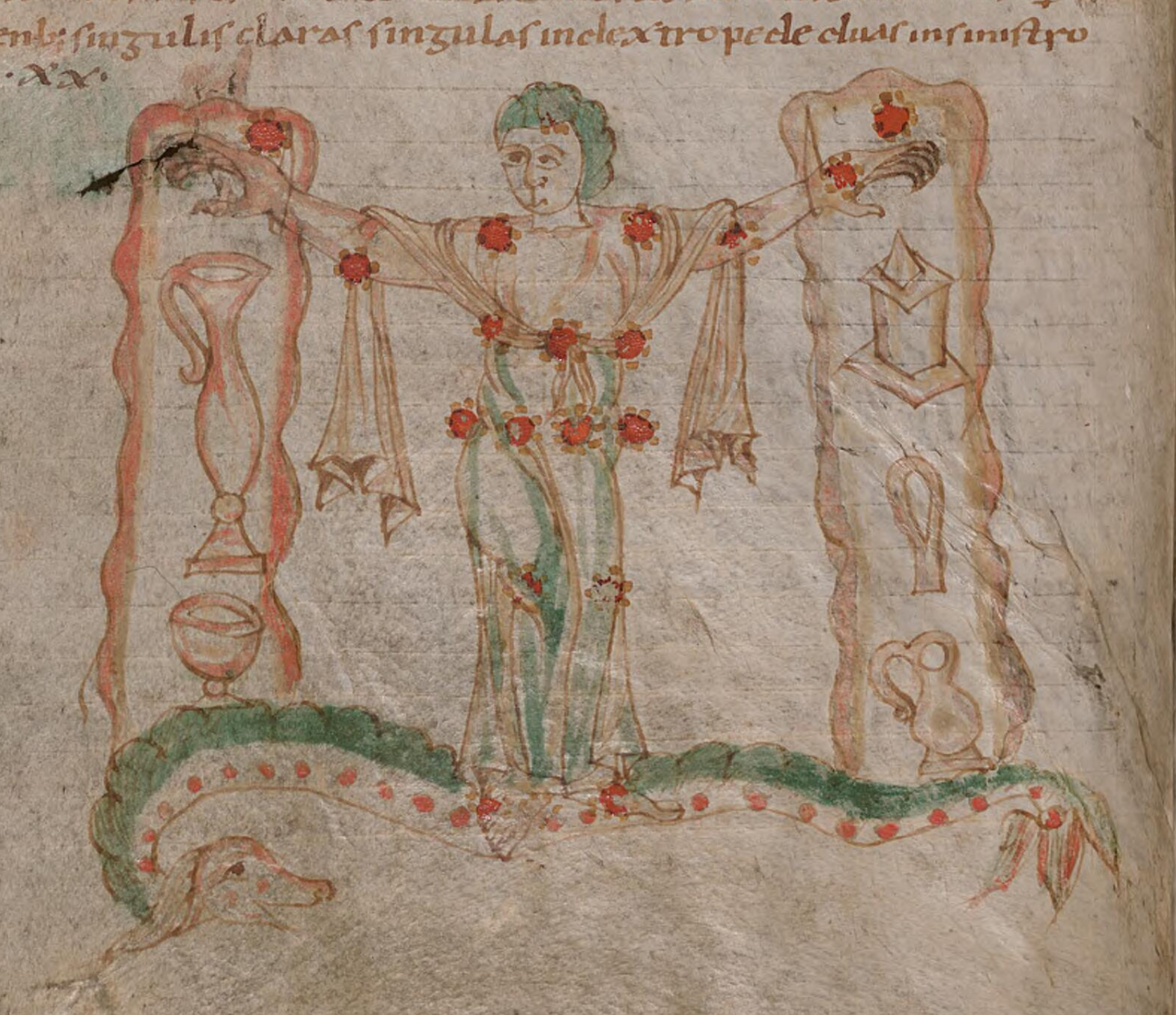
1000年前後歐洲早期科學手稿中的仙女座

在年代比希臘天文學更早的巴比倫天文學中，仙女座中間和雙魚座的一部分恆星合起來形成一個星座，象征巴比倫神話中的生育女神亞奴尼圖（Anunitum）。
仙女座所象征的是希臘神話中「被鏈條拴住的女神」安德羅美達，也就是玻耳修斯之妻、傳說中埃塞俄比亞國王克甫斯和王后卡西歐佩亞之女。在這一希臘羅馬神話故事裡，卡西歐佩亞炫耀自己的女兒比涅瑞伊得斯海仙女還要貌美，海仙女便向海神波塞冬告狀，希望他能懲罰卡西歐佩亞的無禮之言，波塞冬因此令海怪刻托侵襲埃塞俄比亞。驚慌失措的國王克甫斯從阿蒙神諭得知，要拯救王國，就只有把女兒安德羅美達獻祭給刻托。安德羅美達被鏈條拴在海石上，此時英雄玻耳修斯用女妖美杜莎的頭把海怪化為岩石，救下了她。大陵五（英仙座β），在歐洲又被稱為「魔星」，便象征著美杜莎的頭。後來，玻耳修斯和安德羅美達成婚，誕下七兒二女，並建立起邁錫尼城，是為玻耳修斯王朝。安德羅美達去世後，智慧女神雅典娜在天上製成星座來紀念她，也就是仙女座。仙女座緊鄰的英仙座、仙后座、鯨魚座和仙王座也分別象征神話故事中的玻耳修斯、卡西歐佩亞、刻托和克甫斯。
托勒密於2世紀所著的《天文學大成》中，最早共列出48個星座，仙女座就是其中一個：壁宿二（仙女座α）為安德羅美達的頭，車府增十六（仙女座ο）和螣蛇十九（仙女座λ）為鏈條，奎宿五、奎宿六、奎宿八、奎宿九和天大將軍一（仙女座δ、π、μ、β和γ）為身體及雙腿的輪廓。不過，這並不是唯一的想象形態，只是較常用的一種。阿拉伯天文學家也有記載托勒密的星座，但在仙女座中額外納入幾顆星，象征女神腳下的一條魚。1787年，德國天文學家約翰·波德將仙女座內的幾顆恆星以及蝎虎座的大部分恆星合起來，歸為腓特烈榮譽座，以紀念普魯士腓特烈大帝，但不久後便不再通用。仙女座自托勒密時代開始就被廣泛沿用至今，並成為國際天文聯會官方認可的88個現代星座之一。但與古時定義不同的是，現代的仙女座不再是幾顆亮恆星連起來的輪廓，而是天球上一個包含這些亮恆星以及周邊天體的特定區域。1922年，國際天文聯會決定根據仙女座的拉丁文名Andromeda，得出其正式縮寫「And」。尤金·德爾波特在1930年定下仙女座的正式邊界，即一個由36段線組成的多邊形。根據赤道坐標系統，仙女座位於赤經22時57.5分和2時39.3分之間、赤緯53.19度和21.68度之間。

### 非西方星座系統

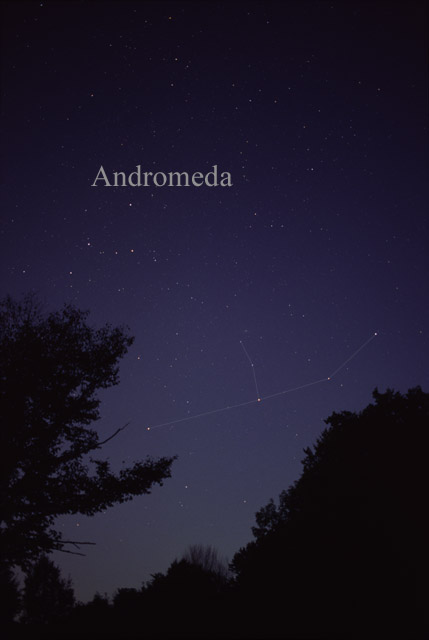
在肉眼下看到的仙女座。圖中加上直線以作示意

中國天文學中的奎宿包括仙女座的9顆星（仙女座β、μ和ν等）及雙魚座的7顆星等，呈鞋形。仙女座γ又稱天大將軍一，屬於天大將軍。仙女座α連同飛馬座γ組成壁宿──玉皇宮殿、藏書閣的東墻。仙女座的北部為天厩，西部連同蝎虎座形成螣蛇。
阿拉伯天文學中的「鯨魚座」（الحوت，al-Hut）包括仙女座中的奎宿一、奎宿二、奎宿四、奎宿五、奎宿六、奎宿七、奎宿八、奎宿九、奎宿增廿二（仙女座ν、μ、β、η、ζ、ε、δ、π、32）以及仙女座星系，另含現代西方鯨魚座中的外屏五、奎宿十四、奎宿十五和奎宿十六（鯨魚座ν、φ、χ和ψ）。
有關仙女座的印度神話故事和希臘神話非常相似：根據梵文古文獻記載，女神安塔爾瑪達同樣被拴在岩石上。由於兩個故事之間有諸多相似之處，例如女神名稱「安塔爾瑪達」與「安德羅美達」發音之近，因此學者相信兩者的背景有緊密的聯繫。
安德羅美達也和美索不達米亞創世神話中的混沌女神迪亞馬特有關聯。迪亞馬特為丈夫阿勃祖誕下許多妖怪，但後來決定發起戰爭消滅這些妖怪。最後馬爾杜克把她殺死，結束了戰爭，並把迪亞馬特的遺體做成星座，讓凡人用來計時。
馬紹爾群島人把仙女座、仙后座、三角座和白羊座合起來組成一個象征鼠海豚的星座。仙女座的亮星主要位於豚身，仙后座為豚尾，白羊座為豚首。土阿莫土群島人把壁宿二稱為「Takurua-e-te-tuki-hanga-ruki」，意為「勞苦之星」。

## 主要天體

### 恆星

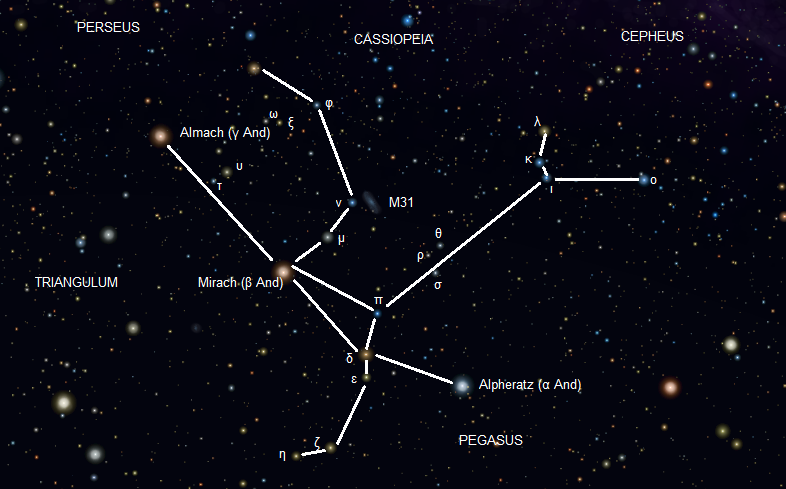
仙女座輪廓示意圖

- 壁宿二（仙女座α）是仙女座中最亮的恆星，屬於A0p型[10]聯星，綜合視星等為2.1，光度為96 L☉，[14]距離地球97光年。[22]壁宿二在西方神話中象征仙女安德羅美達的頭，但西方同樣使用的阿拉伯傳統星名Alpheratz、Sirrah卻源於「سرة الفرس」（surrat al-faras），意為「駿馬的肚臍」。[16][12][23][24]壁宿二與室宿一、室宿二和壁宿一（飛馬座α、β和γ）一起形成所謂「飛馬座四邊形」的星群，所以壁宿二也曾被納入飛馬座以內，又名飛馬座δ。阿拉伯星名中的駿馬亦由此而來。[10][12][14]
- 奎宿九（仙女座β）屬於M0型紅巨星，[10][25]視星等為2.06，[26]光度為115 L☉，[14]距離地球198光年。[25]阿拉伯傳統名為Mirach，意為纏腰布，[24]是從托勒密的文章翻譯而來。不過在阿拉伯世界裡，奎宿九通常是仙女座腳下鯨魚星座的一部分（該星座比西方鯨魚座更大）。[16]
- 天大將軍一（仙女座γ）位於仙女座最南端，呈橙色，亮度高，屬於K3型巨星，[10]綜合視星等為2.14。[14]天大將軍一是一個多星系統，其主星呈黃色，視星等為2.3，伴星呈藍綠色，視星等為5.0，兩星相距9.7弧秒。[11][12][23]英國天文學家威廉·赫歇爾曾說：「兩顆恆星之間存在顯著的差異，特別是兩者截然不同的大小，讓人聯想到恆星和行星之間的關係。」[27]他描述較暗的那顆「呈淡天藍色，稍偏綠」，[27]且可再細分為主星和伴星，其中伴星的視星等為6.3，[11]繞主星公轉週期為61年。[14]整個恆星系統距離地球358光年。[28]天大將軍一的阿拉伯傳統名為Almach，源自「عناق الأرض」（Anaq al-Ard），直譯為「土地孩子」，意思是協助獅子尋找獵物的動物。[16][24]
- 奎宿五（仙女座δ）屬於K3型橙巨星，[10]視星等為3.3，[26]距離地球105光年。[29]
- 螣蛇十九、螣蛇廿、螣蛇廿一、螣蛇廿二和車府增十六（仙女座λ、ψ、κ、ι和ο）共組成一個稱為「腓特烈的光榮」的星群，這一名稱源自已不再使用的腓特烈榮譽座。[17]螣蛇十九呈黃色，屬於G8型巨星，距離地球86光年。[30]螣蛇廿呈藍白色，屬於B7型主序星，距離地球988光年。[31]螣蛇廿一呈白色，屬於B9 IVn型主序星，距離地球168光年。[32]螣蛇廿二呈藍白色，屬於B8型主序星，距離地球502光年。[33]車府增十六呈藍白色，屬於B6型巨星，距離地球679光年。[34]
- 奎宿八（仙女座μ）呈白色，屬於A5型主序星，視星等為3.9，[26]距離地球130光年。[35]
- 天大將軍六（仙女座υ）是一對聯星，由一顆F型矮星和一顆M型矮星組成，整體視星等為4.1，[26]距離地球44光年。[36]主星擁有四顆已證實的行星，質量分別為木星的0.96、14.57、10.19和1.06倍。[37]
- 天大將軍增一和天大將軍增二（合稱仙女座ξ）為聯星系統，距離地球217光年。主星呈橙色，屬於K0型巨星。[38]
- 奎宿六（仙女座π）是一對聯星，呈藍白色，視星等為4.3，[26]距離地球598光年。主星屬於B5型主序星。[39]伴星視星等為8.9。[26]
- 天大將軍三（仙女座51）起初被約翰·拜耳歸為英仙座，編號為英仙座υ，但之後被國際天文聯會重新劃為仙女座的一部分。[40]天大將軍三呈橙色，屬於K3型巨星，距離地球177光年。[41]
- 軍南門的舊編號為仙女座54，現編號為仙女座φ。[12][40]
- 天大將軍八（仙女座56）是一對視雙星，主星呈黃色，屬於K0型巨星，視星等為5.7，[26]距離地球316光年。[42]伴星呈橙色，屬於K0型巨星，視星等為5.9，距離地球990光年。[26]
- 仙女座R是一顆米拉變星，週期為409天，最高視星等為5.8，最低視星等為14.8，[10]距離地球1250光年。[43]仙女座中另有6顆Mira variables。[14]
- 仙女座Z是仙女座Z變星的M型原型，最高視星等為8.0，最低視星等為12.4，[14]距離地球2720光年。[44]
- 羅斯248（仙女座HH）距離地球10.3光年，在最近恆星中排行第九。[5]Ross 248呈紅色，屬於M6型主序天龍座BY型變星。[45]
- 螣蛇增九（仙女座14）呈黃色，屬於G8型巨星，距離地球251光年，[46]質量為2.2 M☉，半徑為11 R☉。它的一顆行星仙女座14b於2008年發現，軌道半徑為0.83天文單位，公轉週期為186天，質量為木星的4.3倍。[47]

### 深空天體

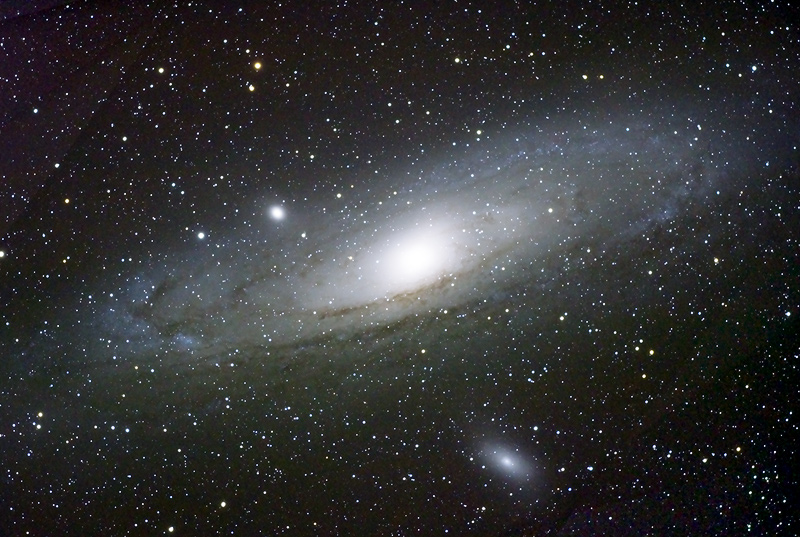
仙女座星系（梅西爾31，M31）

仙女座的位置遠在銀河平面以外，所以不包含銀河系中的任何疏散星團和亮星雲。由於不受銀河系的塵埃、氣體和密集恆星的遮蔽，所以仙女座範圍內不少遙遠星系都是肉眼可見的，其中最著名的深空天體莫過於仙女座星系（又名梅西爾31、M31和NGC 224）。在無雲無光的晚上，於仙女座北部可見一片蒙蒙暗光，就是仙女座星系。它在天球上的視大小為192.4乘62.2弧分，視星等為3.5，是北天亮度最高的深空天體之一。仙女座星系距離地球220萬光年（另有估值高達250萬光年），是肉眼可見的最遠天體之一，也是銀河系附近的最大星系以及本星系群中最大的一員。仙女座星系直徑約20萬光年，為銀河系的兩倍，並屬於棒旋星系，形狀與銀河系相似。雖然肉眼可見，但要直到公元964年，阿拉伯天文學家阿卜杜勒-拉赫曼·蘇菲才在《恆星星座》（كتاب صور الكواكب）中首次記錄下這「一小片雲」。望遠鏡發明不久後的1612年，德國天文學家西門·馬里烏斯首次用望遠鏡對仙女座星系進行觀測。
雖然仙女座星系常被稱作銀河系的孿生星系，但是它的質量和直徑卻是銀河系的雙倍。在大約50億年後的未來，仙女座星系和銀河系預測將會仙女座星系-銀河系的碰撞，促進新一輪的大規模恆星生成過程。

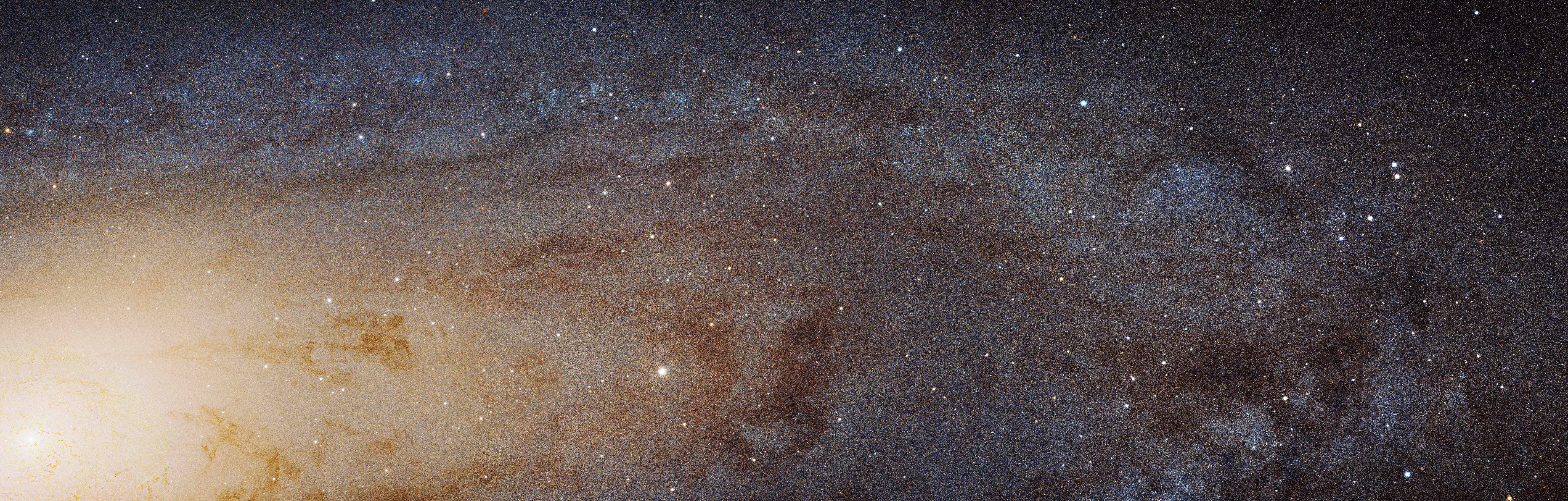
仙女座星系的高清晰度照片

美國天文學家愛德文·哈勃在1923年利用加州威爾遜山天文台的100英吋虎克望遠鏡，在M31（當時稱為仙女座星雲）中尋找新星的時候，觀測到造父變星。他把這類星體當作標準燭光，從而推算出它們和地球間的距離。Hubble發現，這些變星都遠在銀河系以外，以此推論許多類似於M31的天體都是獨立的「島宇宙」。哈勃最初估計仙女座星系距離地球90萬光年，恩斯特·厄皮克在1925年則估算出更準確的150萬光年的距離。
仙女座星系的主要伴星系有兩個較黯淡的橢圓星系M32和M110（分別又名NGC 221和NGC 205）。M32是較小的一個，在天球上的大小為8.7乘6.4弧分，位置上顯得重疊在仙女座星系上，用望遠鏡看是朦朧的一小團；M110比M32稍大，在天球上的大小為21.9乘10.9弧分，在位置上明顯獨立於仙女座星系。M32位於仙女座星系核以南0.5°，M110則位於星系核西北1°的地方。法國天文學家紀堯姆·勒·讓蒂於1749年發現M32，後人則推斷出M32比仙女座星系更接近地球。由於其面亮度和整體視星等都較高，分別為10.1和9.0，所以用雙筒望遠鏡便可觀測。M110屬於矮橢球星系或普通橢圓星系。其亮度比M31和M32低得多，面亮度為，視星等為8.9。
包括M32和M110在內，仙女座星系共有15個衛星星系。其中九個處於同一平面上，所以科學家推論它們的形成有共同的根源。與銀河系的衛星星系一樣，仙女座星系的衛星星系都是年齡大、氣體少的矮橢圓和矮橢球星系。

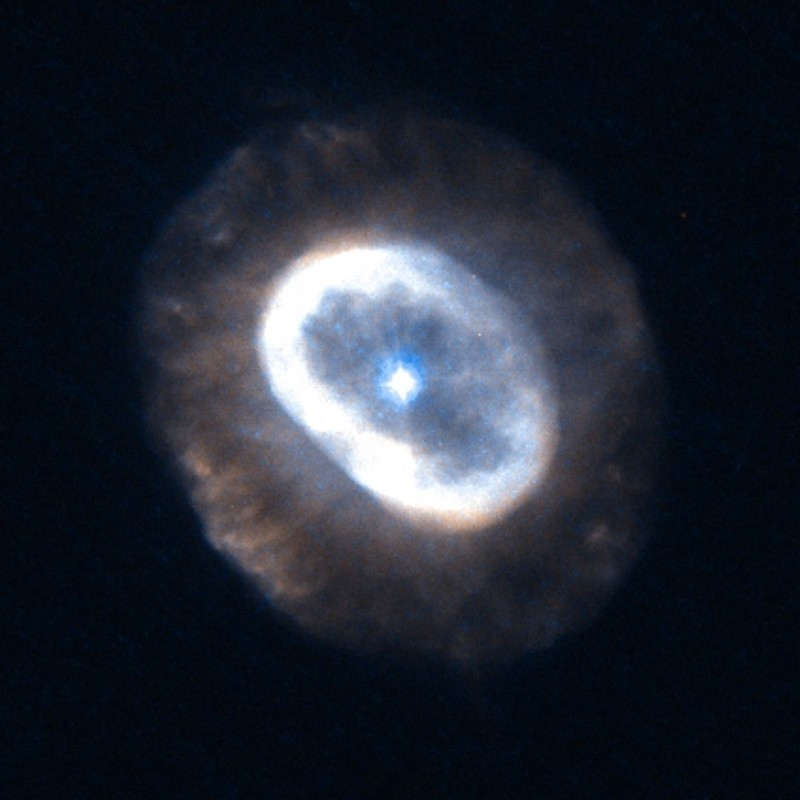
哈勃太空望遠鏡所拍攝到的藍雪球星雲

除了仙女座星系及其伴星系以外，位於仙女座內的還有天大將軍一以東的NGC 891（科德韋爾23）。威廉·赫歇爾和卡羅琳·赫歇爾兄妹兩人於1783年8月共同發現NGC 891。NGC 891是一個較小的棒旋星系，在天球上的大小為13.5乘2.8弧分。其側面對向地球，有一條清晰可見的暗塵帶貫穿其中心。它距離地球約3千萬光年，紅移為0.002。雖然NGC 891的總視星等達到9.9，但它的面亮度只有14.6，所以在實際觀看上顯得非常黯淡。
NGC 752（科德韋爾28）是仙女座中的一個疏散星團，位於銀河系內，總視星等為5.7，寬49弧分，含約12顆亮星，另有超過60顆視星等約為9的恆星用低放大率望遠鏡就可以觀測，是疏散星團中較不顯眼的一個。仙女座的另一個疏散星團是NGC 7686，同樣位於銀河系內，視星等為5.6，寬15弧分，含約20顆恆星，比NGC 752更為緊湊。
仙女座有一個比較突出的行星狀星雲NGC 7662（科德韋爾22），又稱藍雪球星雲。NGC 7662大約在螣蛇廿二西南面3°以外的位置，距離地球約4,000光年，在業餘天文學家之中是一個受歡迎的觀測對象。之所以得名為藍雪球星雲，是因為它在望遠鏡中是一個黯淡的藍綠色圓形天體，總視星等為9.2。在更高的放大率下，NGC 7662呈稍偏橢圓的環狀盤形，顏色向內逐漸加深，中心有一顆視星等為13.2的恆星。星雲的總視星等為9.2，大小為20乘130弧秒。

### 流星雨
每年11月都會出現放射點位於仙女座的仙女座流星雨。此場流星雨在11月下旬達致頂峯，但流星頻率較低，極值每小時少於2顆。天文學家常把仙女座流星雨和在19世紀解體的比拉彗星聯繫起來，但這種關係是具有爭議的。仙女座流星雨中的流星速度慢，而且分佈廣，在仙女座周圍的星座中也會出現。流星有時以紅色火球形式出現。仙女座流星雨造就了19世紀最壯觀的幾場流星雨，其中1872年和1885年的流星雨達到每秒2顆流星的頻率極值（每小時天頂流星數為10,000，當時的中國天文學家寫道：「星隕如雨」。2011年12月3至5日又發生一次大流星雨，為1885年來最大，每小時天頂流星數極值為50。此次流星雨被認為和1649年掠過太陽的比拉彗星有關聯，但所觀測到的流星體都和彗星與1846年的解體事件無關。觀測者預測，在2018、2023和2036年都將會再次出現大流星雨。

### 引用
1. ↑  Russell 1922，第469頁.
2. 1 2 3  Allen 1899，第32–33頁.
3. 1 2 3  IAU, The Constellations, Andromeda.
4. ↑  Ridpath, Constellations.
5. 1 2  RECONS, The 100 Nearest Star Systems.
6. 1 2  Bakich 1995，第54頁.
7. ↑  Bakich 1995，第26頁.
8. ↑  Rogers, Mediterranean Traditions 1998.
9. 1 2 3 4  Olcott 2004，第22–23頁.
10. 1 2 3 4 5 6 7 8 9  Moore & Tirion 1997，第116–117頁.
11. 1 2 3 4 5 6 7 8 9 10 11 12 13 14 15  Thompson & Thompson 2007，第66–73頁.
12. 1 2 3 4 5 6 7 8 9  Ridpath, Star Tales Andromeda.
13. ↑  Pasachoff 2000，第132頁.
14. 1 2 3 4 5 6 7 8 9 10 11 12 13 14  Moore 2000，第328–330頁.
15. 1 2 3  Staal 1988，第7–14, 17頁.
16. 1 2 3 4 5  Davis 1944.
17. 1 2  Bakich 1995，第43頁.
18. ↑  Bakich 1995，第11頁.
19. ↑  Pasachoff 2000，第128–129頁.
20. ↑  Russell 1922，第469–471頁.
21. ↑  Makemson 1941，第255頁.
22. ↑  SIMBAD Alpha And.
23. 1 2  Ridpath & Tirion 2009，第61–62頁.
24. 1 2 3  Odeh & Kunitzsch 1998.
25. 1 2  SIMBAD Mirach.
26. 1 2 3 4 5 6 7 8 9 10 11  Ridpath 2001，第72–74頁.
27. 1 2  French 2006.
28. ↑  SIMBAD Gamma1 Andromedae.
29. ↑  SIMBAD Delta Andromedae.
30. ↑  SIMBAD Lambda Andromedae.
31. ↑  SIMBAD Psi Andromedae.
32. ↑  SIMBAD Kappa Andromedae.
33. ↑  SIMBAD Iota And.
34. ↑  SIMBAD Omicron Andromedae.
35. ↑  SIMBAD 37 Andromedae.
36. ↑  SIMBAD Ups And.
37. ↑  ExoPlanet ups And.
38. ↑  SIMBAD Xi Andromedae.
39. ↑  SIMBAD 29 And.
40. 1 2  Wagman 2003，第240頁.
41. ↑  SIMBAD 51 And.
42. ↑  SIMBAD 56 And.
43. ↑  SIMBAD R And.
44. ↑  SIMBAD Z And.
45. ↑  SIMBAD HH And.
46. ↑  SIMBAD 14 And.
47. ↑  ExoPlanet Planet 14 And b.
48. 1 2 3 4  Pasachoff 2000，第244頁.
49. 1 2 3 4 5 6 7 8  Wilkins & Dunn 2006，第348, 366頁.
50. ↑  Bakich 1995，第51頁.
51. 1 2  Higgins 2002.
52. ↑  Rao 2011.
53. ↑  . www.spacetelescope.org. ESA/Hubble.   [14 January 2015]. （原始内容存档于2020-11-01）.
54. 1 2  Hoskin & Dewhirst 1999，第292–296頁.
55. ↑  ESA, Edwin Powell Hubble.
56. ↑  PBS, Edwin Hubble 1998.
57. ↑  HubbleSite, About Edwin Hubble 2008.
58. ↑  Block 2003.
59. ↑  Koch & Grebel 2006.
60. 1 2  Pasachoff 2000，第270頁.
61. ↑  Bakich 1995，第60頁.
62. ↑  Lunsford, Meteor Shower List 2012.
63. 1 2  Jenniskens 2008.
64. ↑  Lunsford, Activity Nov 19–23 2011.
65. ↑  Sherrod & Koed 2003，第58頁.
66. ↑  Jenniskens & Vaubaillon 2007.
67. ↑  Jenniskens 2006，第384頁.
68. ↑  Wiegert et al. 2012.

### 書目
- Allen, Richard H. . G. E. Stechert. 1899. OCLC 30773662.
- Bakich, Michael E. . Cambridge University Press. 1995. ISBN 978-0-521-44921-2.
- Davis, George A., Jr. . Popular Science. 1944, 52: 8. Bibcode:1944PA.....52....8D.
- French, Sue. . Sky and Telescope (Academic OneFile). 2006-01, 111 (1): 83.
- Higgins, David. . Astronomy (Academic OneFile). 2002-11: 88.
- Koch, A.; Grebel, E. K. . Astronomical Journal. 2006-03, 131 (3): 1405–1415. Bibcode:2005astro.ph..9258K. arXiv:astro-ph/0509258 . doi:10.1086/499534.
- Hoskin, Michael; Dewhirst, David. . Cambridge University Press. 1999. ISBN 978-0-521-57291-0.
- Jenniskens, Peter. . Cambridge University Press. 2006. ISBN 978-0-521-85349-1.
- Makemson, Maud Worcester. . Yale University Press. 1941.
- Moore, Patrick; Tirion, Wil.  2nd. Cambridge University Press. 1997. ISBN 978-0-521-58582-8.
- Moore, Patrick. . Institute of Physics Publishing. 2000. ISBN 978-0-7503-0620-1.
- Olcott, William Tyler. . Courier Dover Publications. 2004 [1911]. ISBN 978-0-486-43581-7.
- Pasachoff, Jay M.  4th. Houghton Mifflin. 2000. ISBN 978-0-395-93431-9.
- Rao, Joe. . Natural History (Academic OneFile). 2011-10, 119 (9): 42.
- Ridpath, Ian; Tirion, Wil.  8th. Cambridge University Press. 2009. ISBN 978-0-521-13369-2.
- Ridpath, Ian. . Princeton University Press. 2001. ISBN 978-0-691-08913-3.
- Rogers, John H. . Journal of the British Astronomical Association. 1998, 108 (2): 79–89. Bibcode:1998JBAA..108...79R.
- Russell, Henry Norris. . Popular Astronomy. 1922-10, 30: 469. Bibcode:1922PA.....30..469R.
- Sherrod, P. Clay; Koed, Thomas L. . Dover Publications. 2003. ISBN 978-0-486-42820-8.
- . HubbleSite. Space Telescope Science Institute. 2008  [2012-04-29]. （原始内容存档于2019-06-19）.
- Staal, Julius D.W.  2nd. The McDonald and Woodward Publishing Company. 1988. ISBN 978-0-939923-04-5.
- Thompson, Robert Bruce; Thompson, Barbara Fritchman. . O'Reilly Media. 2007. ISBN 978-0-596-52685-6.
- Wagman, Morton. . McDonald and Woodward Publishing. 2003. ISBN 978-0-939923-78-6.
- Wilkins, Jamie; Dunn, Robert.  1st. Firefly Books. 2006. ISBN 978-1-55407-175-3.

### 網上來源
- Block, Adam. . Kitt Peak National Observatory. 2003-10-17  [2012-05-14]. （原始内容存档于2014-03-14）.
- . Extrasolar Planets Encyclopaedia.   [2012-04-02]. （原始内容存档于2012-05-05）.
- . Extrasolar Planets Encyclopaedia.   [2012-07-29]. （原始内容存档于2012-09-14）.
- . European Space Agency.   [2012-04-29]. （原始内容存档于2020-12-06）.
- . The Constellations. International Astronomical Union.   [2012-05-19]. （原始内容存档于2013-06-05）.
- Jenniskens, Peter. . Space.com. 2008-04-03  [2012-04-02]. （原始内容存档于2019-06-27）.
- Jenniskens, P.; Vaubaillon, J. . The Astronomical Journal. 2007, 134 (3): 1037. Bibcode:2007AJ....134.1037J. doi:10.1086/519074.
- Lunsford, Robert. . American Meteor Society. 2011-11-17  [2012-04-02]. （原始内容存档于2020-10-25）.
- Lunsford, Robert. . American Meteor Society. 2012-01-16  [2012-05-16]. （原始内容存档于2020-12-04）.
- Odeh, Moh'd; Kunitzsch, Paul. . Islamic Crescents' Observation Project. 1998  [2012-05-01]. （原始内容存档于2008-02-02）.
- . A Science Odyssey: People and Discoveries. PBS. 1998  [2012-04-29]. （原始内容存档于2020-12-02）.
- . Research Consortium on Nearby Stars. 2012-01-01  [2012-05-25]. （原始内容存档于2007-11-12）.
- Ridpath, Ian. .   [2012-04-03]. （原始内容存档于2019-03-24）.
- Ridpath, Ian. . Star Tales. 1988  [2012-04-02]. （原始内容存档于2020-04-27）.
- Wiegert, Paul A.; Brown, Peter G.; Weryk, Robert J.; Wong, Daniel K. . The Astronomical Journal. 2012-09-22, 145 (3): 70. Bibcode:2013AJ....145...70W. arXiv:1209.5980v1 . doi:10.1088/0004-6256/145/3/70.

SIMBAD
- . SIMBAD. Centre de données astronomiques de Strasbourg.   [2012-04-29]. （原始内容存档于2020-12-02）.
- . SIMBAD. Centre de données astronomiques de Strasbourg.   [2012-04-29]. （原始内容存档于2020-12-02）.
- . SIMBAD. Centre de données astronomiques de Strasbourg.   [2012-04-30]. （原始内容存档于2020-12-02）.
- . SIMBAD. Centre de données astronomiques de Strasbourg.   [2012-04-29]. （原始内容存档于2020-12-02）.
- . SIMBAD. Centre de données astronomiques de Strasbourg.   [2012-04-30]. （原始内容存档于2020-12-02）.
- . SIMBAD. Centre de données astronomiques de Strasbourg.   [2012-04-30]. （原始内容存档于2020-12-02）.
- . SIMBAD. Centre de données astronomiques de Strasbourg.   [2012-04-30]. （原始内容存档于2020-12-02）.
- . SIMBAD. Centre de données astronomiques de Strasbourg.   [2012-04-30]. （原始内容存档于2020-12-02）.
- . SIMBAD. Centre de données astronomiques de Strasbourg.   [2012-04-30]. （原始内容存档于2020-12-02）.
- . SIMBAD. Centre de données astronomiques de Strasbourg.   [2012-04-29]. （原始内容存档于2020-12-02）.
- . SIMBAD. Centre de données astronomiques de Strasbourg.   [2012-04-29]. （原始内容存档于2020-12-02）.
- . SIMBAD. Centre de données astronomiques de Strasbourg.   [2012-04-29]. （原始内容存档于2020-12-02）.
- . SIMBAD. Centre de données astronomiques de Strasbourg.   [2012-04-29]. （原始内容存档于2020-12-02）.
- . SIMBAD. Centre de données astronomiques de Strasbourg.   [2012-04-30]. （原始内容存档于2020-12-02）.
- . SIMBAD. Centre de données astronomiques de Strasbourg.   [2012-04-29]. （原始内容存档于2020-12-02）.
- . SIMBAD. Centre de données astronomiques de Strasbourg.   [2012-04-30]. （原始内容存档于2020-12-02）.
- . SIMBAD. Centre de données astronomiques de Strasbourg.   [2012-05-01]. （原始内容存档于2020-12-02）.
- . SIMBAD. Centre de données astronomiques de Strasbourg.   [2012-05-20]. （原始内容存档于2020-12-02）.
- . SIMBAD. Centre de données astronomiques de Strasbourg.   [2012-05-20]. （原始内容存档于2020-12-02）.

## 外部連結
- 哈勃太空望遠鏡所拍攝的仙女座星系超高解像度照片，可縮放平移（页面存档备份，存于）